# Adam Idah
Adam Uche Idah (11 de febrer de 2001) és un futbolista professional irlandés que juga com a davanter pel Norwich City FC anglès.